# El Cristo amarillo
El Cristo amarillo (en francés Le Christ jaune) es un cuadro pintado por Paul Gauguin en septiembre de 1889 en Pont-Aven (Bretaña), o bien acabado más tarde el mismo año en Le Pouldu. Se conoce por la referencia núm. 327 del catálogo de Wildenstein.
El cuadro sigue la técnica del cloisonné inspirada en los esmaltes y vidrieras. Grandes zonas de color plano son delimitadas por contornos en azul o negro. Además, es una muestra del fauvismo influenciado por van Gogh donde el elemento primordial es el color. Gauguin llama su estilo como sintetismo ya que sintetiza la observación del sujeto con los sentimientos que provoca el artista.
La coloración es típica del otoño bretona. En paralelo con el amarillo de Cristo, se combinan amarillos, naranjas y verdes. La tradición bretona da un significado espiritual en otoño considerándola como una «crucifixión» de los cultivos que resucitan en primavera.

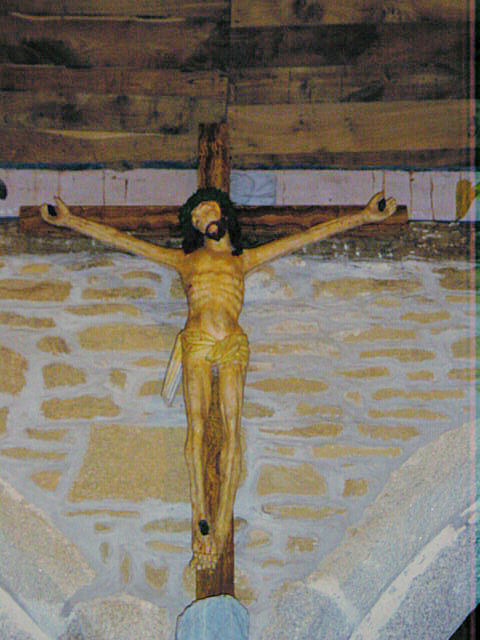
Cristo de Trémalo.

Para la figura central de Cristo, el pintor se inspiró en una talla policromada del siglo XVII, de autor anónimo, que se encuentra en la capilla de Trémalo, a las afueras de Pont-Aven. El color blanquecino pálido de Cristo es transformado por Gauguin en amarillo.
Junto a Cristo se muestran tres mujeres bretonas en actitud reverente que ocupan el lugar histórico de las Marías en la Crucifixión. La actitud reverente sugiere la misma devoción mostrada en el cuadro de La visión tras el sermón. La figura de Cristo en medio del cuadro es una visión que aparece a las mujeres que están rezando. Los motivos centrales están desplazados hacia la izquierda. En el plano medio de la derecha una figura salta una valla interpretado como una evasión. Al fondo el campo bretón y casas dispersas entre los árboles.

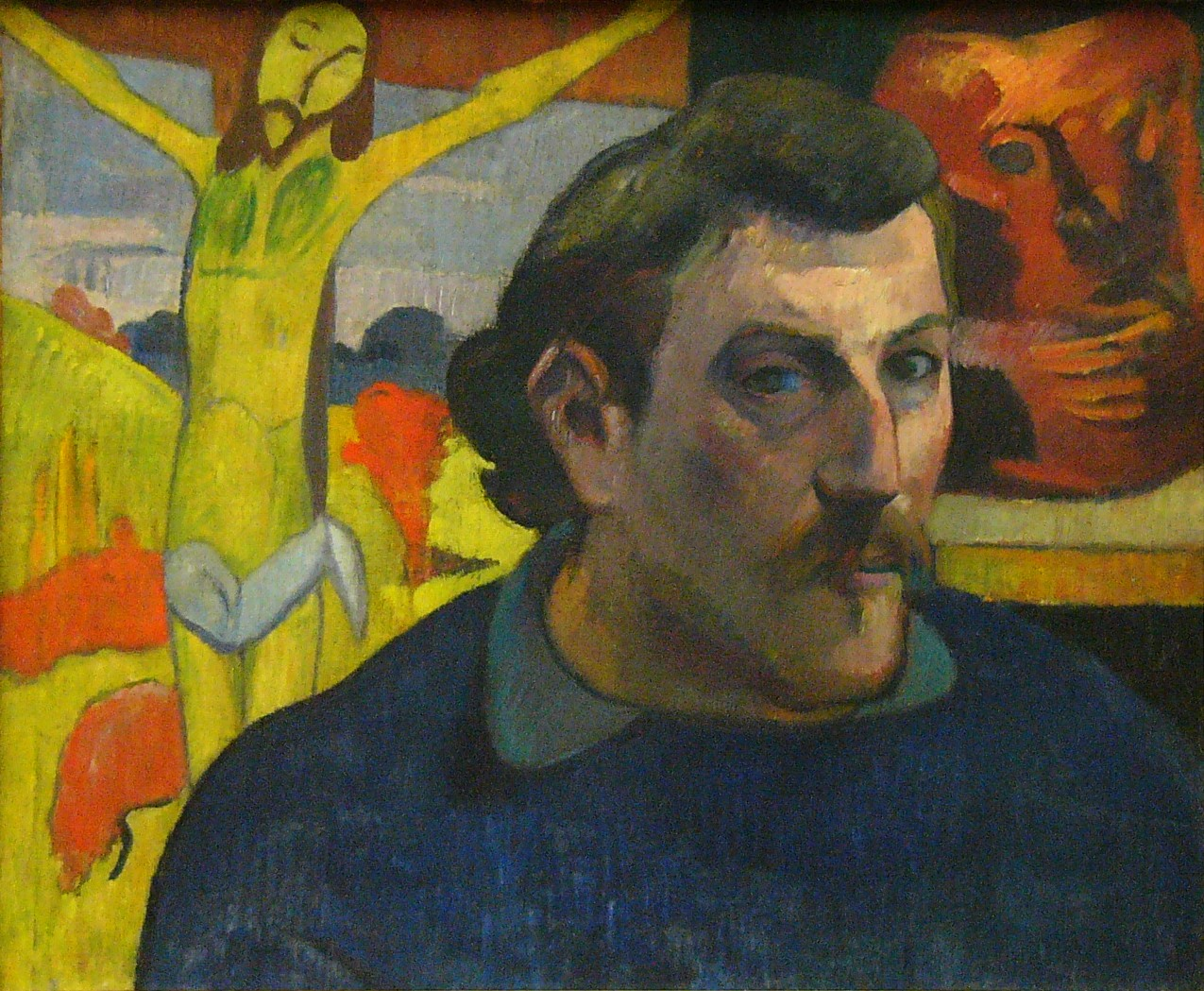
Autorretrato con Cristo amarillo, 1889. París, Museo de Orsay.

El mismo año, Gauguin volvió a pintar el Cristo amarillo en Autorretrato con Cristo amarillo. Es un cuadro dentro de otro cuadro. Detrás del autorretrato en primer plano se muestra la figura central de Cristo amarillo invertida como en un espejo. El rostro de Cristo muestra aquí similitudes con la fisonomía del propio artista.
Un estudio del Cristo amarillo hecho a lápiz se conserva en la Colección Carmen Thyssen-Bornemisza, y un esbozo en acuarela en la colección Chapman de Nueva York.